# محوطه یاسوکند و امامزاده عقیل

محوطه امامزاده عقیل یاسوکند مربوط به دوره سلجوقیان است و در حسن‌آباد یاسوکند، حاشیه جنوبی شهر واقع شده و این اثر در تاریخ ۱۲ مهر ۱۳۷۶ با شمارهٔ ثبت ۱۹۳۱ به‌عنوان یکی از آثار ملی ایران به ثبت رسیده است.
این امامزاده در شهر حسن‌آباد یاسوکند، از توابع بیجار قرار دارد. بنای امامزاده عقیل یکی از قدیمی‌ترین آثار معماری کردستان در دوره اسلامی است و احتمالاً به دوره سلجوقی تعلق دارد. بنای این امامزاده در یک محوطه قدیمی وسیع قرار گرفته و آثار سفالینه‌های آن از دوره سلجوقی و ایلخانی به جای مانده است.
این بنای مربعی شکل و با ابعاد فضای داخلی که آن ۶×۵/۶ متر است،در هر یک از اضلاع بنا، طاق نما و در گوشه‌ها فیلپاهایی به شکل دایره تعبیه شده است. از مشخصات بارز معماری این بنا آجرکاری با طرح‌ها و نوشته‌های مختلف است و عبارت” بسمله” آن خوانده شده است. در داخل ساختمان، تزیینات گچ بری جالب و کتیبه‌هایی به خط کوفی است. کتیبه‌ها حاوی آیات قرآنی و احتمالاً زمان ساخت بنا است. گنبد بنا تخریب شده است. نوع معماری و تزیینات به کار رفته در بنا، تاریخ احداث آن را به دوره سلجوقیان نسبت داده و تداوم استفاده از آن را در زمان ایلخانیان نشان می‌دهد.فرم کاربندی آجرها در این قسمت جالب توجّه است، بر روی تزئینات گچی و قرنیس‌ها می‌توان خطوطی را یافت که اشکال هندسی را نشان می‌دهند. آجرهای به کار رفته در این بنا چهارگوش و کوچک به ابعاد 15×10 سانتی‌متر می‌باشند که ضخامت آنها به 5 و به ارتفاع 75 سانتی‌متر می‌رسد و از کف این قسمت با سنگ تراش قرمز رنگ بدنه دیوارها را پوشانده است. در نعل درگاه ورودی به آستانه، از چوب استفاده شده و در اینجا هم یک پلّه عمودی به داخل مقبره دارد.
ساختمان امامزاده قابل مقایسه با امامزاده ” باکندی” و بقعه «پیر» در تاکستان است و به ویژه، از نظر نمادهای تزیینی با بقعه پیر در تاکستان شباهت بسیار دارد. این بنا را می‌توان در شمار مهم‌ترین بناهای دوره سلجوقی در ایران به حساب آورد امامزاده عقیل از فرزندان موسی کاظم است. بر این اساس محمّدعلی کوشا در کتاب سیمای بیجار گروس نسب این امامزاده را با هفت واسطه به امام هفتم منتهی می‌داند که از قرار ذیل است: امامزاده عقیل بن عبدالله بن احمد بن محمّد بن ابراهیم بن محمّد یمانی بن عبیدالله بن موسی کاظم پدرِ امامزاده عقیل به تصریح ابن طباطبای نسّابه از اعلام قرن پنجم هجری در شهر همدان می‌زیسته و اینک آرامگاه او در این شهر از زیارتگاه‌های مشهور است. او دارای پنج برادر به اسامی، ابواسحاق ابراهیم، ابوالحسین موسی، ابوالحسن علی، ابومحمد قاسم و هاشم است که عموهای امامزاده عقیل‌اند و در نهاوند صاحب گنبد و بارگاه می‌باشند  تحقیق و گردآوری و نویسنده :علی سلیمی
.